# Lepanthopsis steyermarkii
Lepanthopsis steyermarkii är en orkidéart som beskrevs av Ernesto Foldats. Lepanthopsis steyermarkii ingår i släktet Lepanthopsis och familjen orkidéer. Inga underarter finns listade i Catalogue of Life.